# Limbungan Baru
Limbungan Baru is een bestuurslaag in het regentschap Pekanbaru van de provincie Riau, Indonesië. Limbungan Baru telt 19.341 inwoners (volkstelling 2010).